# Soupe aux poulets
Soupe aux poulets (Killer's Wedge dans l'édition originale américaine) est un roman policier américain de Ed McBain, nom de plume de Salvatore Lombino, publié en 1959. C’est le huitième roman de la série policière du 87e District.

## Résumé
Au cours d'un banal après-midi du début d'octobre, seuls quelques inspecteurs rédigent tranquillement leurs rapports au commissariat du 87e District, tout en se racontant des blagues salaces. L'inspecteur Steve Carella est quelque part en ville à vérifier des preuves sur une enquête. 
Brusquement, au beau milieu de la brigade, surgit une femme armée, tout de noir vêtue.  Personne ne s'est méfié d'elle à son arrivée, alors qu'elle marchait calmement, avec un air froid et dégagé. Mais Virginia Dodge, petite amie d'un gangster mort en prison, prend maintenant en otage les flics du commissariat. Elle a bien l'intention de se venger de celui qui a fait incarcérer son amant décédé. Elle va donc attendre le retour de Carella pour lui mettre une balle dans la tête.

## Éditions
Édition originale en anglais
- (en) Ed McBain, Killer's Wedge, New York, Permabooks, 1959

Éditions françaises
- (fr) Ed McBain (auteur) et Louis Saurin (traducteur), Soupe aux poulets [« Killer's Wedge »], Paris, Presses de la Cité, coll. « Un mystère no 501 », 1959 (BNF 32961950)
- (fr) Ed McBain (auteur) et Louis Saurin (traducteur), Soupe aux poulets [« Killer's Wedge »], Paris, Presses pocket, coll. « Presses Pocket no 690 », 1969, 187 p. (BNF 33046865)
- (fr) Ed McBain (auteur) et Louis Saurin (traducteur), Soupe aux poulets [« Killer's Wedge »], Neuilly-sur-Seine, Éditions Saint-Clair, coll. « Grands maîtres du roman policier », 1975, 233 p. (BNF 34572632)
- (fr) Ed McBain (auteur) et Louis Saurin (traducteur), Soupe aux poulets [« Killer's Wedge »], Verviers, Marabout, coll. « Bibliothèque Marabout no 732 », 1980, 216 p. (BNF 34677363)
- (fr) Ed McBain (auteur) et Louis Saurin (traducteur), Soupe aux poulets [« Killer's Wedge »], Paris, Christian Bourgois, coll. « 10/18. Grands détectives no 2271 », 1991, 188 p. (ISBN 2-264-01587-X, BNF 35512227)
- (fr) Ed McBain (auteur) et Louis Saurin (traducteur) (trad. de l'anglais), Soupe aux poulets [« Killer's Wedge »], Dans 87e District, volume 2, Paris, Éditions Omnibus, 1999, 938 p. (ISBN 2-258-05139-8, BNF 37176290)
  - Ce volume omnibus contient, dans des traductions revues et complétées, les romans Soupe aux poulets, Pas d'avenir pour le futur, Rançon sur un thème mineur, La Main dans le sac, À la bonne heure, Mourir pour mourir et Le Dément à lunettes.

## Adaptations

### Au cinéma
- 1963 : La Soupe aux poulets, film français réalisé par Philippe Agostini, avec Gérard Blain, Françoise Spira et Claude Brasseur

### À la télévision
- 1961 : Lady in Waiting, épisode 2, saison 1, de la série télévisée américaine 87th Precinct (TV series) (en), réalisé par Alan Crosland Jr., adaptation du roman Killer's Wedge, avec Robert Lansing dans le rôle de Steve Carella
- 1968 : Plus rien à perdre, téléfilm français réalisé par Jean-Roger Cadet, adaptation du roman Soupe aux poulets (Killer's Wedge)
- 2005 : Ed McBain : Satsui, téléfilm japonais réalisé par Masato Hijikata, adaptation du roman Soupe aux poulets (Killer's Wedge)

## Sources
- Jean Tulard, Dictionnaire du roman policier : 1841-2005. Auteurs, personnages, œuvres, thèmes, collections, éditeurs, Paris, Fayard, 2005, 768 p. (ISBN 978-2-915793-51-2, OCLC 62533410), p. 599 (Notice 87e District).